# Hanne Gaby Odiele
Hanne Gaby Odiele (Kortrijk, 8 ottobre 1987) è una modella belga.

## Carriera
Affetta da sindrome da insensibilità agli androgeni, Hanne Gaby Odiele inizia la sua carriera nel 2005, firmando un contratto con l'agenzia di moda Supreme Management di New York. Da settembre dello stesso anno, debutta sulle passerelle, sfilando per Marc by Marc Jacobs, Rodarte, Ruffian, e Thakoon. Con l'aumentare della propria popolarità la modella compare su Vogue e diventa il volto di Philosophy di Alberta Ferretti. Nel dicembre 2006 viene coinvolta in un incidente automobilistico a New York, che la costringe a saltare l'intera stagione autunno/inverno 2007.
Nel corso della sua carriera Hanne Gaby Odiele ha sfilato per importanti marchi internazionali come Chanel, Givenchy, Prada, Balenciaga, Dries van Noten e Calvin Klein. Inoltre è comparsa sulle copertine di Vogue Italia, Marie Claire, Elle, French Revue de Modes ed in un servizio di Harper's Bazaar insieme alle colleghe Chanel Iman, Hye-rim Park, Amanda Laine, Taryn Davidson ed Alyona Osmanova. Hanne Gaby Odiele è stata anche protagonista delle campagne pubblicitarie di Mulberry, Balenciaga, Vera Wang e DKNY Jeans.
Nel 2017 ha dichiarato alla rivista USA Today di essere intersex.

## Agenzie
- Place Model Management
- Ulla Models
- Traffic Models - Barcellona
- Supreme Management - New York
- Storm Model Agency - Londra
- Women Management - Milano, Parigi
- Donna Models - Giappone